# Лазаристи
Лазаристи су конгрегација мушких католичких редова основана у XVII веку. Оснивач и креатор је св. Вицент од Паула (фр. Vincent de Paul). Лазаристи заједно са женском конгрегацијом, милосрдне сестре, називају се и викентијци.

## Историја
На овим просторима, где су се сукобили интереси западне цивилизације и азијске деспотије, православље је било изложено беспризорној асимилацији а словенство миноризацији и перфектуацији. Изузимајући Руску Империју, која се развијала независно од римске или византијске империје, сви остали словенски народи били су или део римске католичке империје, или гранични део те империје. Управо зато, најнезавиднији положај је имала српска држава која је представљала словенску оазу на територији у којој је римокатоличка власт већ увелико успостављена. Чак и у време свог државотворног успона Србија је била изложена римском прозелитизму Душанов законик је, између осталог, доказ одбране против папске цркве), а са појавом Турака-Османлија – и пропашћу српске државе – историјска судбина дела српког народа одвијаће се у сенци римске хришћанске политике.
Пут ка католицизму требало је да обезбеде организације које су, привидно, водиле рачуна о очувању националног интереса и верском традиционалном обреду. Било је то време националних препорода и залагања за Унију, као програм националног самоспасавања и уједињења антиподних хришћанских цркава, источне и западне. Тада и песник Адам Мицкјевич позива Словене да ступе у његов Легион. Истовремено, Ватикан је радио на обједињавању Словена, па тако стао и у заштиту православних Срба под турском империјом, иако је циљао двоједном политичком интересу: приближавању те евентуалном сједињењу са православном црквом то јест одвајању Срба, и других православаца, од Москве.

## Лазаристи на Балкану
Почетак акције је да у Цариграду (1784), Солуну (1784) и Битољу (1856) шире француски утицај и своју мисију. Лазаристи су били веома активни, финансијски моћни, неговали су везе подједнако с босанским фрањевцима. Познати лазариста био је Адам Јежи Чарторијски.